# Matthäus Merian

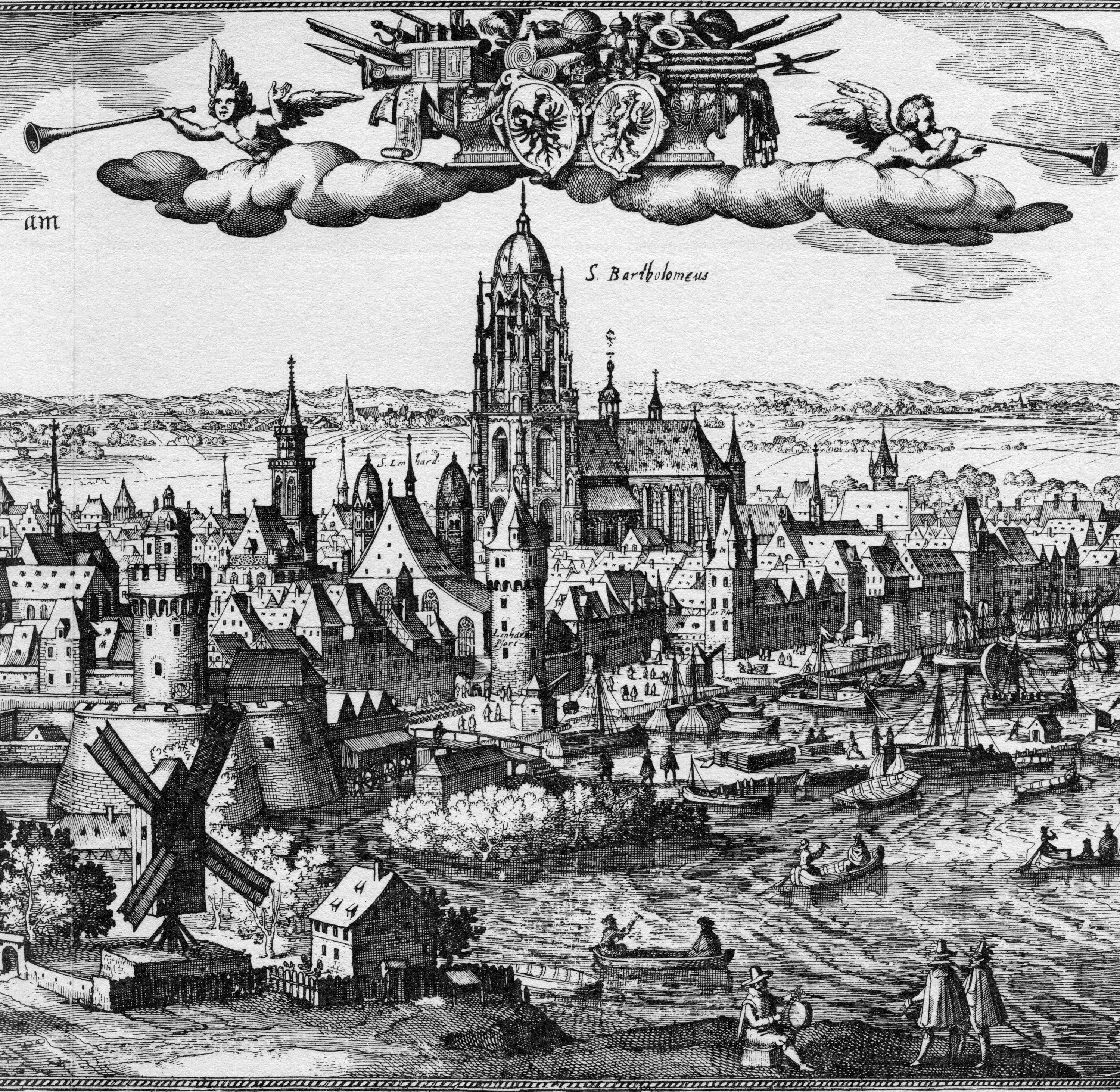
Frankfurt cap a 1612; gravat de Matthäus Merian

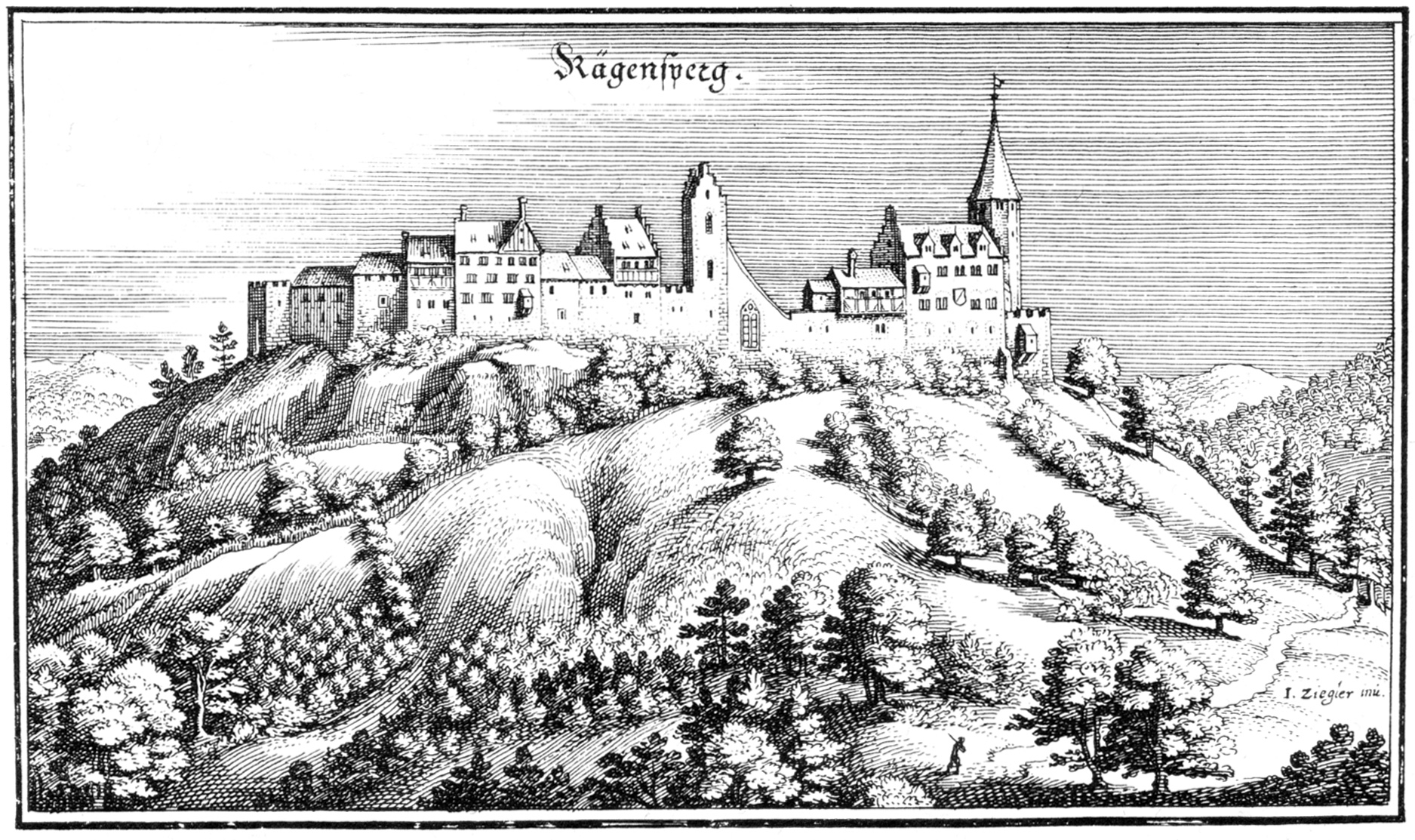
El castell i vila de Regensberg en Topographia Helvetiae, 1645

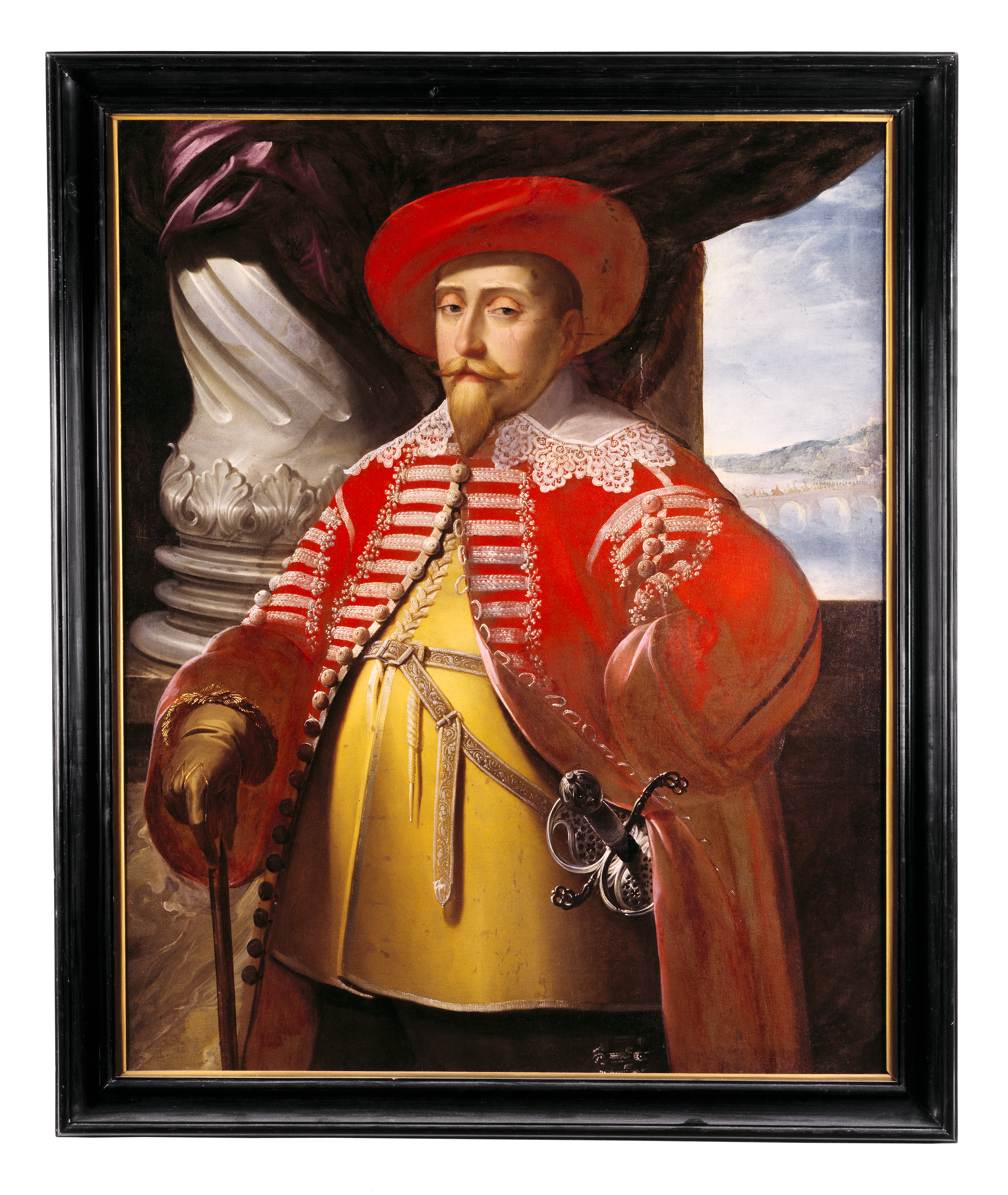
Gustav II Adolf pintat per Matthäus Merian, 1632

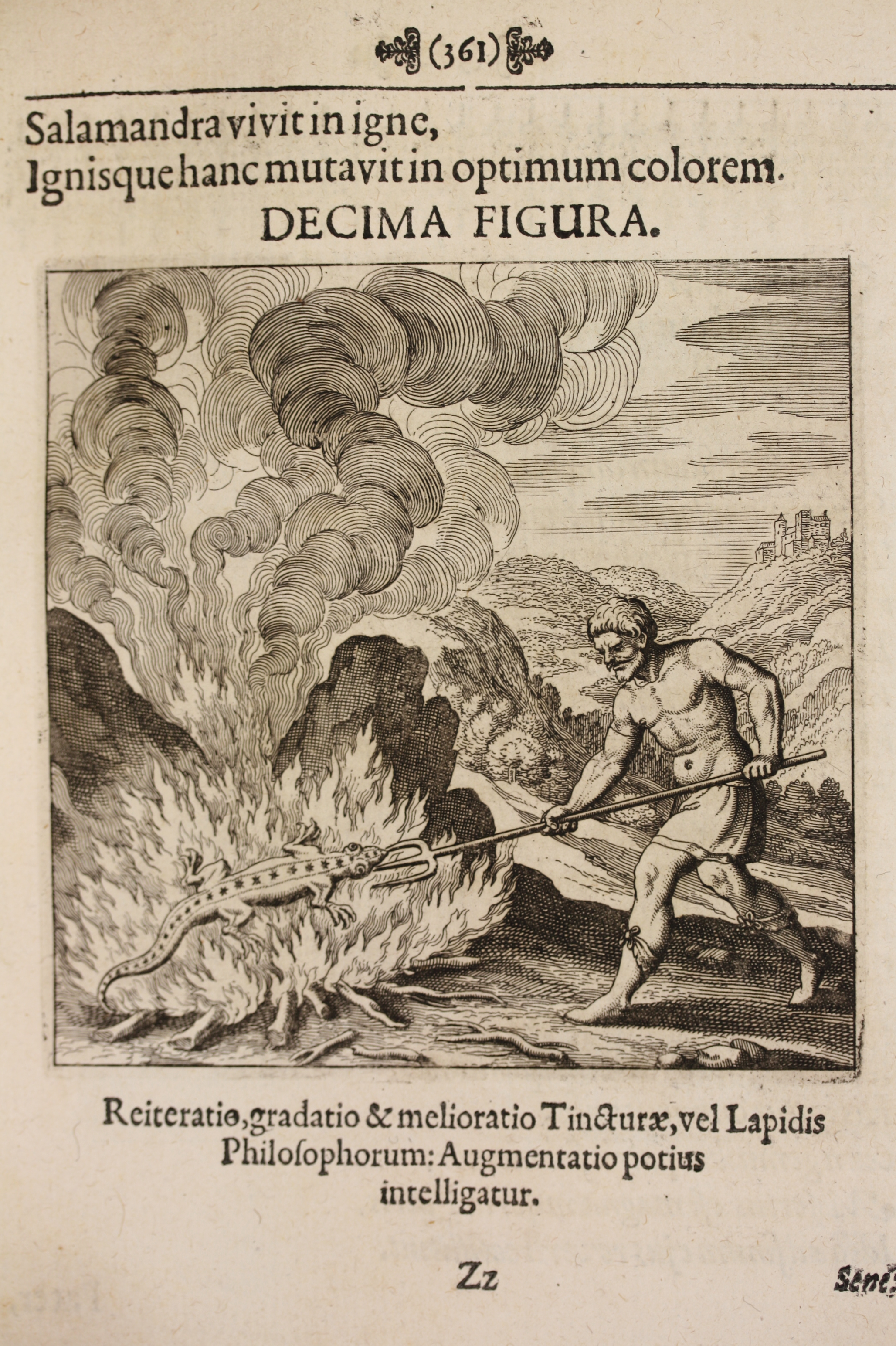
Il·lustració alquímica per a Musaeum Hermeticum, 1678

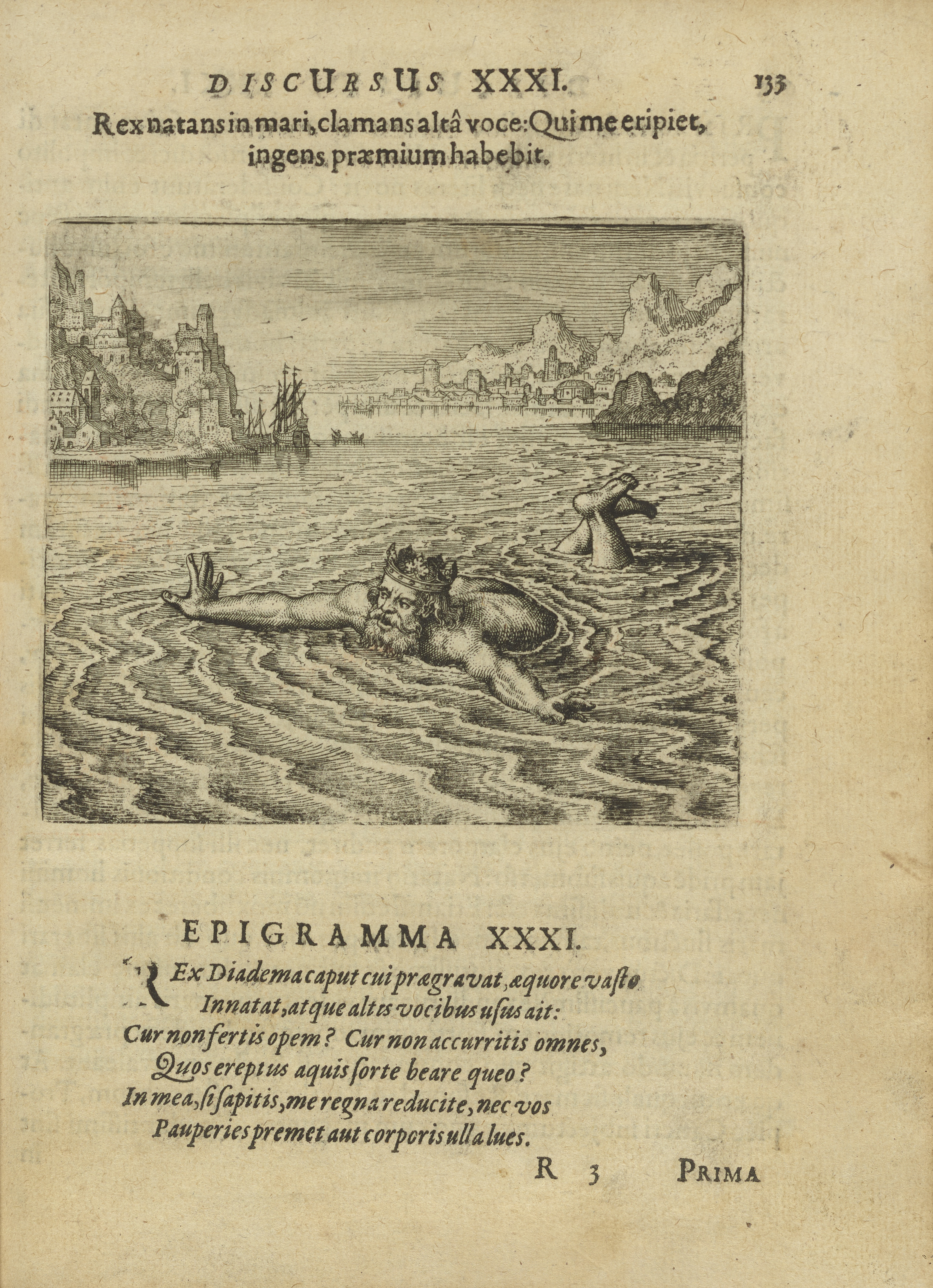
Discursus XXXI, Epigramma XXXI, dAtalanta Fugiens, 1618

Matthäus Merian der Ältere (o "Mateu", "el Vell", o "Senior"; 22 de setembre de 1593 – 19 de juny de 1650) va ser un gravador suís que treballà a Frankfurt la major part de la seva carrera, també va tenir una editorial. Va ser membre de la família Merian de Basilea.

## Biografia
Nasqué a Basilea, Merian va aprendre l'art del gravat mitjançant intaglio a Zuric. Treballà i estudià a Estrasburg Nancy i París i tornà a Basilea el 1615. L'any següent es traslladà a Frankfurt, on treballà per l'editor Johann Theodor de Bry, que era fill del gravador i viatger Theodor de Bry.
El 1623 Merian va emprendre la casa editorial del seu sogre quan aquest, de Bry, morí.
Va crear plànols detallats de poblacions amb un estil particular, per exemple, uns plànol de Basilea i de París (1615). Amb Martin Zeiler (1589 - 1661), i més tard amb el seu fill (cap a 1640), Matthäus Merian (der Jüngere, és a dir, "el Jove" o "Junior") (1621 - 1687), produí una sèrie de Topographia en 21 volums anomenada Topographia Germaniae. Hi va incloure nombrosos plànols de ciutats i vistes així com a mapes de la majoria de països del món.
L'obra de Merian inspirà la Suecia Antiqua et Hodierna d'Erik Dahlberg.
Sobre alquímia va editar Musaeum Hermeticum (1678) i Atalanta Fugiens (1618).
Matthäus Merian morí a Langenschwalbach, prop de Wiesbaden.